# Brissopsis elongata
Brissopsis elongata is een zee-egel uit de familie Brissidae.
De wetenschappelijke naam van de soort werd in 1907 gepubliceerd door Theodor Mortensen.